# The Little Drummer Girl
The Little Drummer Girl (Brasil: A Garota do Tambor / Portugal: A Rapariga do Tambor) é um romance de espionagem de John le Carré, publicado em 1983. A história segue as manipulações de Martin Kurtz, um espião israelita que pretende matar Khalil, um terrorista palestino que está a atacar alvos judaicos na Europa, particularmente na Alemanha, e de Charlie, uma atriz inglesa e agente dupla que trabalham em nome dos israelitas.

## Enredo
Martin Kurtz, um espião israelita que trabalha numa agência clandestina para permitir uma negativa plausível para os seus superiores, recruta Charlie, uma atriz de esquerda radical de Inglaterra, como parte de um elaborado esquema para descobrir o paradeiro de Khalil, um terrorista palestino. Joseph é o agente encarregue de Charlie. O irmão mais novo de Khalil, Salim, é sequestrado, interrogado e morto pela unidade de Kurtz. Joseph faz-se passar por Salim e viaja pela Europa com Charlie, a fim de fazer Khalil acreditar que Charlie e Salim são amantes. Quando Khalil descobre o caso e contata Charlie, os israelitas descobrem o seu paradeiro.
Charlie é levado para campos de refugiados palestinos para ser treinada como bombista. Ela torna-se mais simpatizante com a causa palestina, e as suas lealdades divididas levam-na perto do colapso. Charlie é enviada numa missão para colocar uma bomba numa palestra dada por um israelita moderado cujas propostas de paz não são do gosto de Khalil. Ela executa a missão sob a supervisão dos israelitas. Como resultado, Joseph mata Khalil. Charlie, posteriormente, sofre um colapso mental causado pela tensão da sua missão e das suas próprias contradições internas.

## Adaptação cinematográfica
The Little Drummer Girl foi adaptado ao cinema por George Roy Hill em 1984. Foi protagonizado por Diane Keaton como Charlie, Yorgo Voyagis como Joseph e Klaus Kinski como Kurtz.